# Yea Chronicle
O Yea Chronicle é um jornal da região oeste do Murrindindi Shire, em Victoria, Austrália.
O jornal começou como The Yea Telegraph em outubro de 1885. Mais tarde, o nome mudou para The Yea Chronicle em 1890. Um dos primeiros proprietários foi Frederick G. Purcell. Posteriormente, foi propriedade de Tom Dignam, que vendeu o jornal para Ash e Fleur Long em 1984 e eles, por sua vez, venderam-no para Geoff Heyes e Jenny Smith dos jornais Alexandra em maio de 1993. Desde 2018  tem uma circulação de 524.